# Élections cantonales de 2011 dans l'Aude
Les élections cantonales ont eu lieu les 20 et 27 mars 2011,.

## Contexte départemental

### Assemblée départementale sortante
Avant les élections, le conseil général de l'Aude est présidé par Marcel Rainaud (PS). Il comprend 35 conseillers généraux issus des 35 cantons de l'Aude. 18 d'entre eux sont renouvelables lors de ces élections.
| Parti                             | Sigle | Élus |
| --------------------------------- | ----- | ---- |
| Majorité (31 sièges)              |       |      |
| Parti socialiste                  | PS    | 26   |
| Parti communiste français         | PCF   | 2    |
| Parti ouvrier indépendant         | POI   | 1    |
| Parti radical de gauche           | PRG   | 1    |
| Divers gauche                     | DVG   | 1    |
| Opposition (4 sièges)             |       |      |
| Union pour un mouvement populaire | UMP   | 4    |
| Président du Conseil général      |       |      |
| Marcel Rainaud (PS)               |       |      |

## Résultats à l'échelle du département

### Résultats en nombre de sièges
| Parti | Sièges mis en jeu | Élus | Évolution     |
| ----- | ----------------- | ---- | ------------- |
| PS    | 16                | 13   | 3             |
| UMP   | 1                 | 1    | en stagnation |
| PCF   | 1                 | 1    | en stagnation |
| EELV  | 0                 | 1    | 1             |
| SE    | 0                 | 2    | 2             |

### Assemblée départementale à l'issue des élections
| Parti                             | Sigle | Élus |
| --------------------------------- | ----- | ---- |
| Majorité (29 sièges)              |       |      |
| Parti socialiste                  | PS    | 24   |
| Parti communiste français         | PCF   | 2    |
| Parti ouvrier indépendant         | POI   | 1    |
| Parti radical de gauche           | PRG   | 1    |
| Europe Écologie Les Verts         | EELV  | 1    |
| Opposition (4 sièges)             |       |      |
| Union pour un mouvement populaire | UMP   | 4    |
| Divers (2 sièges)                 |       |      |
| Sans étiquette                    | SE    | 2    |
| Président du Conseil général      |       |      |
| André Viola (PS)                  |       |      |

## Résultats par canton

### Canton d'Alaigne
| Candidats      | Candidats                | Étiquette      | Premier tour | Premier tour | Second tour | Second tour |
| Candidats      | Candidats                | Étiquette      | Voix         | %            | Voix        | %           |
| -------------- | ------------------------ | -------------- | ------------ | ------------ | ----------- | ----------- |
|                | Jacques Durand*          | PS             | 1 226        | 48,57        | 1 461       | 62,09       |
|                | Gilles Tanneau           | SE             | 423          | 16,76        | 892         | 37,91       |
|                | Didier Rieu              | M-NC           | 365          | 14,46        |             |             |
|                | Gérard Pano              | FN             | 276          | 10,94        |             |             |
|                | Brigitte Lucet-Ventura   | EÉLV           | 140          | 5,55         |             |             |
|                | Jean-Claude Semerniakoff | FG PCF         | 94           | 3,72         |             |             |
|                |                          |                |              |              |             |             |
| Inscrits       | Inscrits                 | Inscrits       | 3 882        | 100,00       | 3 880       | 100,00      |
| Abstentions    | Abstentions              | Abstentions    | 1 299        | 33,46        | 1 356       | 34,95       |
| Votants        | Votants                  | Votants        | 2 583        | 66,54        | 2 524       | 65,05       |
| Blancs et nuls | Blancs et nuls           | Blancs et nuls | 59           | 2,28         | 171         | 6,77        |
| Exprimés       | Exprimés                 | Exprimés       | 2 524        | 97,72        | 2 353       | 93,23       |

*sortant

### Canton d'Alzonne
| Candidats      | Candidats         | Étiquette      | Premier tour | Premier tour |
| Candidats      | Candidats         | Étiquette      | Voix         | %            |
| -------------- | ----------------- | -------------- | ------------ | ------------ |
|                | Régis Banquet*    | PS             | 1 821        | 54,12        |
|                | Sylvain Lagrange  | FN             | 751          | 22,32        |
|                | Daniel Dedies     | EÉLV           | 296          | 8,80         |
|                | Samson Vercruysse | UMP            | 294          | 8,74         |
|                | Jean Alberro      | FG PCF         | 203          | 6,03         |
|                |                   |                |              |              |
| Inscrits       | Inscrits          | Inscrits       | 6 308        | 100,00       |
| Abstentions    | Abstentions       | Abstentions    | 2 844        | 45,09        |
| Votants        | Votants           | Votants        | 3 464        | 54,91        |
| Blancs et nuls | Blancs et nuls    | Blancs et nuls | 99           | 2,86         |
| Exprimés       | Exprimés          | Exprimés       | 3 365        | 97,14        |

*sortant

### Canton d'Axat
| Candidats      | Candidats        | Étiquette      | Premier tour | Premier tour |
| Candidats      | Candidats        | Étiquette      | Voix         | %            |
| -------------- | ---------------- | -------------- | ------------ | ------------ |
|                | Marcel Martinez* | PS             | 743          | 79,13        |
|                | Gérard Petit     | FG PCF         | 112          | 11,93        |
|                | Florence Hochard | UMP            | 84           | 8,95         |
|                |                  |                |              |              |
| Inscrits       | Inscrits         | Inscrits       | 1 572        | 100,00       |
| Abstentions    | Abstentions      | Abstentions    | 600          | 38,17        |
| Votants        | Votants          | Votants        | 972          | 61,83        |
| Blancs et nuls | Blancs et nuls   | Blancs et nuls | 33           | 3,40         |
| Exprimés       | Exprimés         | Exprimés       | 939          | 96,60        |

*sortant

### Canton de Belpech
| Candidats      | Candidats            | Étiquette      | Premier tour | Premier tour | Second tour | Second tour |
| Candidats      | Candidats            | Étiquette      | Voix         | %            | Voix        | %           |
| -------------- | -------------------- | -------------- | ------------ | ------------ | ----------- | ----------- |
|                | Julien Mario*        | UMP            | 469          | 42,91        | 507         | 51,47       |
|                | Pierre Armangaud     | SE             | 251          | 22,96        | 478         | 48,53       |
|                | Mélanie Pauli-Geysse | PS             | 185          | 16,93        |             |             |
|                | Quentin Nau          | FN             | 97           | 8,87         |             |             |
|                | Marc Ventura         | EÉLV           | 53           | 4,85         |             |             |
|                | Muriel Grolleau      | FG PCF         | 38           | 3,48         |             |             |
|                |                      |                |              |              |             |             |
| Inscrits       | Inscrits             | Inscrits       | 1 709        | 100,00       | 1 709       | 100,00      |
| Abstentions    | Abstentions          | Abstentions    | 589          | 34,46        | 607         | 35,52       |
| Votants        | Votants              | Votants        | 1 120        | 65,54        | 1 102       | 64,48       |
| Blancs et nuls | Blancs et nuls       | Blancs et nuls | 27           | 2,41         | 117         | 10,62       |
| Exprimés       | Exprimés             | Exprimés       | 1 093        | 97,59        | 985         | 89,38       |

*sortant

### Canton de Carcassonne-Sud
| Candidats      | Candidats           | Étiquette      | Premier tour | Premier tour | Second tour | Second tour |
| Candidats      | Candidats           | Étiquette      | Voix         | %            | Voix        | %           |
| -------------- | ------------------- | -------------- | ------------ | ------------ | ----------- | ----------- |
|                | Alain Tarlier*      | PS             | 938          | 36,13        | 1 675       | 58,46       |
|                | Grégory Guillaume   | FN             | 744          | 28,66        | 1 190       | 41,54       |
|                | Jean-Luc Roux       | UMP            | 353          | 13,60        |             |             |
|                | Mylène Vesentini    | FG PCF         | 240          | 9,24         |             |             |
|                | Delphin Bettencourt | EÉLV           | 185          | 7,13         |             |             |
|                | André Arrans        | M-NC           | 54           | 2,08         |             |             |
|                | Chantal Dumont      | URP            | 43           | 1,66         |             |             |
|                | Florence Cornet     | POI            | 28           | 1,08         |             |             |
|                | Philippe Fraisse    | EXD            | 11           | 0,42         |             |             |
|                |                     |                |              |              |             |             |
| Inscrits       | Inscrits            | Inscrits       | 6 300        | 100,00       | 6 300       | 100,00      |
| Abstentions    | Abstentions         | Abstentions    | 3 588        | 56,95        | 3 210       | 50,95       |
| Votants        | Votants             | Votants        | 2 712        | 43,05        | 3 090       | 49,05       |
| Blancs et nuls | Blancs et nuls      | Blancs et nuls | 116          | 4,28         | 225         | 7,28        |
| Exprimés       | Exprimés            | Exprimés       | 2 596        | 95,72        | 2 865       | 92,72       |

*sortant

### Canton de Carcassonne-1
| Candidats      | Candidats            | Étiquette      | Premier tour | Premier tour | Second tour | Second tour |
| Candidats      | Candidats            | Étiquette      | Voix         | %            | Voix        | %           |
| -------------- | -------------------- | -------------- | ------------ | ------------ | ----------- | ----------- |
|                | Tamara Rivel         | PS             | 2 163        | 35,94        | 3 859       | 58,80       |
|                | Robert Morio         | FN             | 1 934        | 32,14        | 2 704       | 41,20       |
|                | Jean-Pierre Bastouil | UMP            | 684          | 11,37        |             |             |
|                | Claude-Marie Benson  | EÉLV           | 494          | 8,21         |             |             |
|                | Amandine Carrazoni   | FG PCF         | 471          | 7,83         |             |             |
|                | Flora Biendicho      | NC             | 120          | 1,99         |             |             |
|                | Jacques Vieules      | POI            | 86           | 1,43         |             |             |
|                | Xavier De Miras      | URP            | 66           | 1,10         |             |             |
|                |                      |                |              |              |             |             |
| Inscrits       | Inscrits             | Inscrits       | 13 946       | 100,00       | 13 945      | 100,00      |
| Abstentions    | Abstentions          | Abstentions    | 7 705        | 55,25        | 6 818       | 48,89       |
| Votants        | Votants              | Votants        | 6 241        | 44,75        | 7 127       | 51,11       |
| Blancs et nuls | Blancs et nuls       | Blancs et nuls | 223          | 3,57         | 564         | 7,91        |
| Exprimés       | Exprimés             | Exprimés       | 6 018        | 96,43        | 6 563       | 92,09       |

### Canton de Castelnaudary-Nord
| Candidats      | Candidats       | Étiquette      | Premier tour | Premier tour | Second tour | Second tour |
| Candidats      | Candidats       | Étiquette      | Voix         | %            | Voix        | %           |
| -------------- | --------------- | -------------- | ------------ | ------------ | ----------- | ----------- |
|                | Roger Ourliac*  | PS             | 1 231        | 33,32        | 1 609       | 48,85       |
|                | Stéphane Liniou | EÉLV           | 908          | 24,57        | 1 685       | 51,15       |
|                | Paul Guasch     | FN             | 741          | 20,05        |             |             |
|                | Isabelle Agut   | UMP            | 485          | 13,13        |             |             |
|                | Pierre Paraire  | FG PCF         | 330          | 8,93         |             |             |
|                |                 |                |              |              |             |             |
| Inscrits       | Inscrits        | Inscrits       | 7 070        | 100,00       | 7 078       | 100,00      |
| Abstentions    | Abstentions     | Abstentions    | 3 255        | 46,04        | 3 288       | 46,45       |
| Votants        | Votants         | Votants        | 3 815        | 53,96        | 3 790       | 53,55       |
| Blancs et nuls | Blancs et nuls  | Blancs et nuls | 120          | 3,15         | 496         | 13,09       |
| Exprimés       | Exprimés        | Exprimés       | 3 695        | 96,85        | 3 294       | 86,91       |

*sortant

### Canton de Chalabre
| Candidats      | Candidats              | Étiquette      | Premier tour | Premier tour | Second tour | Second tour |
| Candidats      | Candidats              | Étiquette      | Voix         | %            | Voix        | %           |
| -------------- | ---------------------- | -------------- | ------------ | ------------ | ----------- | ----------- |
|                | Jean-Jacques Aulombard | SE             | 692          | 43,12        | 908         | 52,88       |
|                | Roger Rosich*          | PS             | 640          | 39,88        | 809         | 47,12       |
|                | Grégory Seillier       | FN             | 141          | 8,79         |             |             |
|                | Pierre Alberola        | NPA            | 132          | 8,22         |             |             |
|                |                        |                |              |              |             |             |
| Inscrits       | Inscrits               | Inscrits       | 2 523        | 100,00       | 2 523       | 100,00      |
| Abstentions    | Abstentions            | Abstentions    | 856          | 33,93        | 722         | 28,62       |
| Votants        | Votants                | Votants        | 1 667        | 66,07        | 1 801       | 71,38       |
| Blancs et nuls | Blancs et nuls         | Blancs et nuls | 62           | 3,72         | 84          | 4,66        |
| Exprimés       | Exprimés               | Exprimés       | 1 605        | 96,28        | 1 717       | 95,34       |

*sortant

### Canton de Couiza
| Candidats      | Candidats            | Étiquette      | Premier tour | Premier tour |
| Candidats      | Candidats            | Étiquette      | Voix         | %            |
| -------------- | -------------------- | -------------- | ------------ | ------------ |
|                | Jacques Hortala*     | PS             | 1 178        | 67,08        |
|                | Gérard Gillion       | FN             | 292          | 16,63        |
|                | Nadine L'Henoret     | NPA-FG         | 286          | 16,29        |
|                | Jean-Pierre Bachelet | SE             | 0            | 0,00         |
|                |                      |                |              |              |
| Inscrits       | Inscrits             | Inscrits       | 3 207        | 100,00       |
| Abstentions    | Abstentions          | Abstentions    | 1 341        | 41,81        |
| Votants        | Votants              | Votants        | 1 866        | 58,19        |
| Blancs et nuls | Blancs et nuls       | Blancs et nuls | 110          | 5,89         |
| Exprimés       | Exprimés             | Exprimés       | 1 756        | 94,11        |

*sortant

### Canton de Coursan
| Candidat       | Candidat        | Étiquette      | Premier tour | Premier tour | Second tour | Second tour |
| Candidat       | Candidat        | Étiquette      | Voix         | %            | Voix        | %           |
| -------------- | --------------- | -------------- | ------------ | ------------ | ----------- | ----------- |
|                | Gilbert Pla*    | PCF            | 2 760        | 29,03        | 5 826       | 59,78       |
|                | Gérard Desmoudt | FN             | 2 531        | 26,62        | 3 920       | 40,22       |
|                | Brigitte Ayela  | PS             | 2 204        | 23,18        |             |             |
|                | Martine Cadena  | UMP            | 1 171        | 12,32        |             |             |
|                | Michel Leclerc  | EÉLV           | 841          | 8,85         |             |             |
|                |                 |                |              |              |             |             |
| Inscrits       | Inscrits        | Inscrits       | 20 094       | 100,00       | 20 092      | 100,00      |
| Abstention     | Abstention      | Abstention     | 10 251       | 51,02        | 9 448       | 47,02       |
| Votants        | Votants         | Votants        | 9 843        | 48,98        | 10 644      | 52,98       |
| Blancs et nuls | Blancs et nuls  | Blancs et nuls | 336          | 3,41         | 898         | 8,44        |
| Exprimés       | Exprimés        | Exprimés       | 9 507        | 96,59        | 9 746       | 91,56       |

*sortant

### Canton de Durban-Corbières
| Candidats      | Candidats           | Étiquette      | Premier tour | Premier tour | Second tour | Second tour |
| Candidats      | Candidats           | Étiquette      | Voix         | %            | Voix        | %           |
| -------------- | ------------------- | -------------- | ------------ | ------------ | ----------- | ----------- |
|                | Fabienne Amigou     | PS             | 710          | 34,20        | 884         | 42,52       |
|                | Éric Brissot        | SE             | 493          | 23,75        | 1 195       | 57,48       |
|                | Guy Gout            | SE             | 393          | 18,93        |             |             |
|                | Séverine Bouteillon | FN             | 227          | 10,93        |             |             |
|                | Marie-Laure Arripe  | EÉLV           | 134          | 6,45         |             |             |
|                | Aline Garcia        | FG PCF         | 119          | 5,73         |             |             |
|                |                     |                |              |              |             |             |
| Inscrits       | Inscrits            | Inscrits       | 3 199        | 100,00       | 3 199       | 100,00      |
| Abstentions    | Abstentions         | Abstentions    | 1 073        | 33,54        | 995         | 31,10       |
| Votants        | Votants             | Votants        | 2 126        | 66,46        | 2 204       | 68,90       |
| Blancs et nuls | Blancs et nuls      | Blancs et nuls | 50           | 2,35         | 125         | 5,67        |
| Exprimés       | Exprimés            | Exprimés       | 2 076        | 97,65        | 2 079       | 94,33       |

### Canton de Lagrasse
| Candidats      | Candidats              | Étiquette      | Premier tour | Premier tour | Second tour | Second tour |
| Candidats      | Candidats              | Étiquette      | Voix         | %            | Voix        | %           |
| -------------- | ---------------------- | -------------- | ------------ | ------------ | ----------- | ----------- |
|                | Jean-Pierre Maisonnade | PS             | 734          | 45,42        | 760         | 44,71       |
|                | Bernard Taudou         | SE             | 490          | 30,32        | 574         | 33,76       |
|                | Serge Lepine           | FG PCF         | 392          | 24,26        | 366         | 21,53       |
|                |                        |                |              |              |             |             |
| Inscrits       | Inscrits               | Inscrits       | 2 633        | 100,00       | 2 633       | 100,00      |
| Abstentions    | Abstentions            | Abstentions    | 945          | 35,89        | 884         | 33,57       |
| Votants        | Votants                | Votants        | 1 688        | 64,11        | 1 749       | 66,43       |
| Blancs et nuls | Blancs et nuls         | Blancs et nuls | 72           | 4,27         | 49          | 2,80        |
| Exprimés       | Exprimés               | Exprimés       | 1 616        | 95,73        | 1 700       | 97,20       |

### Canton de Lézignan-Corbières
| Candidats      | Candidats          | Étiquette      | Premier tour | Premier tour | Second tour | Second tour |
| Candidats      | Candidats          | Étiquette      | Voix         | %            | Voix        | %           |
| -------------- | ------------------ | -------------- | ------------ | ------------ | ----------- | ----------- |
|                | Jules Escaré*      | PS             | 3 490        | 43,19        | 5 421       | 65,48       |
|                | Philippe Olivier   | FN             | 1 983        | 24,54        | 2 858       | 34,52       |
|                | Rémi Penavaire     | FG PCF         | 1 294        | 16,01        |             |             |
|                | Pascal Broussy     | UMP            | 657          | 8,13         |             |             |
|                | Gérard Gilardi     | EÉLV           | 536          | 6,63         |             |             |
|                | Constance Calandri | URP            | 118          | 1,46         |             |             |
|                | François Ferrie    | EXD            | 2            | 0,02         |             |             |
|                |                    |                |              |              |             |             |
| Inscrits       | Inscrits           | Inscrits       | 15 385       | 100,00       | 15 285      | 100,00      |
| Abstentions    | Abstentions        | Abstentions    | 7 074        | 45,98        | 6 387       | 41,79       |
| Votants        | Votants            | Votants        | 8 311        | 54,02        | 8 898       | 58,21       |
| Blancs et nuls | Blancs et nuls     | Blancs et nuls | 231          | 2,78         | 619         | 6,96        |
| Exprimés       | Exprimés           | Exprimés       | 8 080        | 97,22        | 8 279       | 93,04       |

*sortant

### Canton de Mas-Cabardès
| Candidats      | Candidats         | Étiquette      | Premier tour | Premier tour | Second tour | Second tour |
| Candidats      | Candidats         | Étiquette      | Voix         | %            | Voix        | %           |
| -------------- | ----------------- | -------------- | ------------ | ------------ | ----------- | ----------- |
|                | Francis Bels*     | PS             | 587          | 47,22        | 681         | 55,55       |
|                | Daniel Geri       | FG PCF         | 365          | 29,36        | 545         | 44,45       |
|                | Loïc Bouzat       | FN             | 196          | 15,77        |             |             |
|                | Christine Stehmer | EÉLV           | 95           | 7,64         |             |             |
|                |                   |                |              |              |             |             |
| Inscrits       | Inscrits          | Inscrits       | 1 877        | 100,00       | 1 876       | 100,00      |
| Abstentions    | Abstentions       | Abstentions    | 585          | 31,17        | 544         | 29,00       |
| Votants        | Votants           | Votants        | 1 292        | 68,83        | 1 332       | 71,00       |
| Blancs et nuls | Blancs et nuls    | Blancs et nuls | 49           | 3,79         | 106         | 7,96        |
| Exprimés       | Exprimés          | Exprimés       | 1 243        | 96,21        | 1 226       | 92,04       |

*sortant

### Canton de Narbonne-Est
| Candidats      | Candidats             | Étiquette      | Premier tour | Premier tour | Second tour | Second tour |
| Candidats      | Candidats             | Étiquette      | Voix         | %            | Voix        | %           |
| -------------- | --------------------- | -------------- | ------------ | ------------ | ----------- | ----------- |
|                | Patrick François      | PS             | 2 041        | 33,84        | 3 501       | 57,44       |
|                | Jean-Pierre Nadal     | FN             | 1 486        | 24,64        | 2 594       | 42,56       |
|                | Bertrand Malquier     | AUT            | 922          | 15,29        |             |             |
|                | Jean-Charles Barsanti | UMP            | 586          | 9,71         |             |             |
|                | Jean-Paul Tournissa   | FG PCF         | 514          | 8,52         |             |             |
|                | Jacky Grau            | EÉLV           | 483          | 8,01         |             |             |
|                |                       |                |              |              |             |             |
| Inscrits       | Inscrits              | Inscrits       | 14 387       | 100,00       | 14 387      | 100,00      |
| Abstentions    | Abstentions           | Abstentions    | 8 139        | 56,57        | 7 653       | 53,19       |
| Votants        | Votants               | Votants        | 6 248        | 43,43        | 6 734       | 46,81       |
| Blancs et nuls | Blancs et nuls        | Blancs et nuls | 216          | 3,46         | 639         | 9,49        |
| Exprimés       | Exprimés              | Exprimés       | 6 032        | 96,54        | 6 095       | 90,51       |

### Canton de Peyriac-Minervois
| Candidats      | Candidats             | Étiquette      | Premier tour | Premier tour | Second tour | Second tour |
| Candidats      | Candidats             | Étiquette      | Voix         | %            | Voix        | %           |
| -------------- | --------------------- | -------------- | ------------ | ------------ | ----------- | ----------- |
|                | Alain Ginies          | PS             | 2 289        | 42,05        | 3 280       | 62,12       |
|                | Pierre Destrem        | UMP            | 1 458        | 26,78        | 2 000       | 37,88       |
|                | Christophe Barthès    | FN             | 776          | 14,25        |             |             |
|                | Sylvie Vilas          | FG PCF         | 478          | 8,78         |             |             |
|                | Jean-François Saisset | EÉLV           | 443          | 8,14         |             |             |
|                |                       |                |              |              |             |             |
| Inscrits       | Inscrits              | Inscrits       | 9 621        | 100,00       | 9 619       | 100,00      |
| Abstentions    | Abstentions           | Abstentions    | 4 000        | 41,58        | 3 908       | 40,63       |
| Votants        | Votants               | Votants        | 5 621        | 58,42        | 5 711       | 59,37       |
| Blancs et nuls | Blancs et nuls        | Blancs et nuls | 177          | 3,15         | 431         | 7,55        |
| Exprimés       | Exprimés              | Exprimés       | 5 444        | 96,85        | 5 280       | 92,45       |

### Canton de Salles-sur-l'Hers
| Candidats      | Candidats            | Étiquette      | Premier tour | Premier tour |
| Candidats      | Candidats            | Étiquette      | Voix         | %            |
| -------------- | -------------------- | -------------- | ------------ | ------------ |
|                | Michel Brousse*      | PS             | 557          | 50,09        |
|                | Jérôme Ferrasse      | DVD            | 261          | 23,47        |
|                | Marie-Josée Beuzeron | FN             | 102          | 9,17         |
|                | Françoise Douchin    | FG PCF         | 99           | 8,90         |
|                | Josiane Machefert    | EÉLV           | 93           | 8,36         |
|                |                      |                |              |              |
| Inscrits       | Inscrits             | Inscrits       | 1 640        | 100,00       |
| Abstentions    | Abstentions          | Abstentions    | 491          | 29,94        |
| Votants        | Votants              | Votants        | 1 149        | 70,06        |
| Blancs et nuls | Blancs et nuls       | Blancs et nuls | 37           | 3,22         |
| Exprimés       | Exprimés             | Exprimés       | 1 112        | 96,78        |

*sortant

### Canton de Tuchan
| Candidats      | Candidats         | Étiquette      | Premier tour | Premier tour |
| Candidats      | Candidats         | Étiquette      | Voix         | %            |
| -------------- | ----------------- | -------------- | ------------ | ------------ |
|                | Sébastien Pla     | PS             | 786          | 87,43        |
|                | Geneviève Bastoul | FG PCF         | 113          | 12,57        |
|                | Tristan Sabadin   | UMP            | 0            | 0,00         |
|                |                   |                |              |              |
| Inscrits       | Inscrits          | Inscrits       | 1 625        | 100,00       |
| Abstentions    | Abstentions       | Abstentions    | 625          | 38,46        |
| Votants        | Votants           | Votants        | 1 000        | 61,54        |
| Blancs et nuls | Blancs et nuls    | Blancs et nuls | 101          | 10,10        |
| Exprimés       | Exprimés          | Exprimés       | 899          | 89,90        |